# Dombokon túl
A Dombokon túl (románul: După dealuri) 2012-ben készült román film, amelyet Cristian Mungiu rendezett, két főszereplője: Cristina Flutur és Cosmina Stratan. A cselekmény két fiatal nő sorsát követi egy romániai ortodox kolostorban.
A 2012-es cannes-i fesztiválon mutatkozott be, ahol Mungiu elnyerte a legjobb forgatókönyv, illetve Flutur és Stratan megosztva kapták a legjobb női főszereplő díját. Ezenkívül Románia a legjobb idegen nyelvű filmnek járó Oscar-díjra jelölte a filmet, amely bejutott a januári szűkített listába.

## Szereplők
- Cosmina Stratan – Voichiţa
- Cristina Flutur – Alina
- Valeriu Andriuţă – a pap
- Dana Tapalagă – a zárdafőnöknő
- Cătălina Harabagiu – Antonia nővér
- Gina Ţandură – Iustina nővér
- Vica Agache – Elisabeta nővér
- Nora Covali – Pahomia nővér
- Dionisie Vitcu – Valerică
- Ionut Ghinea – Ionut, Alina bátyja

## Cselekmény
|  | Alább a cselekmény részletei következnek! |

A nyitóképen két barátnőt látunk, akik hosszasan ölelkeznek egy vasútállomáson. Hosszú évek után találkoznak újra, Alina Németországból érkezik haza, ahol vendégmunkásként dolgozott. Voichiţa időközben apáca lett egy távoli ortodox kolostorban, ahová elhívja Alinát magához.
Alina és Voichiţa együtt nőttek fel egy árvaházban, ahol mint két testvér kölcsönösen támogatták egymást. Alina azért jött, hogy elvigye magával Voichiţát Németországba, ahol egy tengerjáró hajón dolgoznának, ám Voichita már megtalálta nyugalmát a hitben, és családját az apácák és a vezető pap személyében – akit "papának" hív -, és visszautasítja barátnője kérését. Alina nem tudja elfogadni Voichiţa választását. Azért, hogy visszanyerje  Voichiţa szeretetét, szembeszáll a pappal. Első dührohamát követően kórházba viszik, és már ekkor azt gyanítják a kolostorban, hogy megszállta a Gonosz. A kórházban nyugtatókkal kezelik, majd az áldatlan állapotokra hivatkozva visszaküldik, ahonnan jött.
Miután megpróbálják visszaadni korábbi nevelőszüleihez, akik időközben már egy másik lányt vettek a helyére, kénytelenek visszavinni a kolostorba. Alina megpróbál beilleszkedni a kolostor életébe, annak reményében, hogy békére lel. Azonban állapota egyre romlik, megint vitába keveredik a pappal, sőt összetöri a kolostor szent ikonját is. A húsvét közeledtével a botrány elkerülése érdekében egy szobába zárják a dühöngő Alinát, hogy ne zavarja a falu lakóit, akik nagy számban érkeznek a kolostor templomába. A szobában Alina mindent összetör, majd felgyújtja a függönyt, ezért végül kénytelenek lekötözni: bizarr módon egy kereszt alakúra tákolt ideiglenes priccshez kötözik, hogy ne tegyen több kárt magában.
Mivel már minden más lehetőséget kizártak, a pap és a nővérek úgy döntenek, hogy ráolvasással próbálják megszabadítani a Gonosztól. Ehhez – bizarr módon – az egyetlen hozzátartozó, a félkegyelmű Ionut hozzájárulását kérik. Ördögűző szertartást hajtanak végre, de ez sem segít. Voichiţa elkezd kételkedni a vallásos hitében és választásában. Megpróbálja kiszabadítani Alinát, aki már túl gyenge, hogy elmeneküljön. A napokig lekötözött, éhen-szomjan tartott és végletesen legyengült Alinához végül kénytelenek mentőt hívni, de már késő: Alina még a mentőköcsiban meghal.

A történet záróképében a rendőrségi kocsiban ül a pap, a zárdafőnöknő, három nővér, valamint Voichiţa, várják, hogy az ügyész fogadja őket. A film megtörtént események alapján készült. 
|  | Itt a vége a cselekmény részletezésének! |

## Forgatás
A forgatókönyv alapja Tatiana Niculescu Bran regénye egy fiatal lányról, aki egy moldovai kolostorban halt meg 2005-ben, miután ördögűzést (exorcizmus) hajtottak rajta végre. A filmet a rendező cége, a Mobra Films készítette, amelyhez további támogatást kapott Belgiumból és Franciaországból, valamint 273 100 eurót a Román Nemzeti Filmalaptól és 400 000 eurót az Eurimagestól. A forgatás 2011 novembere és 2012 februárja között zajlott.

## Megjelenés
A film a 2012-es cannes-i fesztiválon, május 19-én mutatkozott be, ahol Mungiu elnyerte a legjobb forgatókönyv, illetve Flutur és Stratan megosztva kapták a legjobb női főszereplő díját.

## Kritikai fogadtatás
Dan Fainaru a Screen Daily újságtól így vélekedik: "Takarékos, nem túlcicomázott és megdöbbentő képeivel Cristian Mungiu filmje szokatlanul mutatja be a hírhedt romániai ördögűzési esetet, amely szükségszerűen megosztja mind a közönséget, mind a kritikusokat, akik részben hatalmas műalkotásnak tartják, részben túl hosszúra nyújtott, képmutató, szenzációhajhász filmnek. Az azonban biztos, hogy senkit sem hagy érintetlenül."
A Sight & Sound filmmagazin a filmet 2012 legjobb filmjei között a 8. helyre sorolta.

## Magyar nyelvű kritikák
- Erőszakos fogvatartás – Port.hu
- Varjak a kereszt körül – Revizor
- Elég az Isten – Filmtekercs
- Poszkommunista ördögűzés – mancs.hu Archiválva 2016. március 4-i dátummal a Wayback Machine-ben
- Az ördögűzés kellékei – Filmtett

## Külső hivatkozások
- Hivatalos honlap (román) [halott link] archív változat
- Dombokon túl a PORT.hu-n (magyarul)
- Dombokon túl az Internet Movie Database oldalon (angolul)
- Beyond the Hills a Rotten Tomatoes oldalon (angolul)

## Fordítás
- Ez a szócikk részben vagy egészben  a    Beyond the Hills című angol Wikipédia-szócikk ezen változatának fordításán alapul.  Az eredeti cikk szerkesztőit annak laptörténete sorolja fel. Ez a jelzés csupán a megfogalmazás eredetét és a szerzői jogokat jelzi, nem szolgál a cikkben szereplő információk forrásmegjelöléseként.